# Cornwall (Wyspa Księcia Edwarda)
Cornwall – miasto w Kanadzie, w prowincji Wyspa Księcia Edwarda, w hrabstwie Queens. Znajduje się niedaleko stolicy prowincji, Charlottetown, i ma charakter typowego miasta-sypialni.
Liczba mieszkańców Cornwall wynosi 4 677. Język angielski jest językiem ojczystym dla 96,9%, francuski dla 1,1% mieszkańców (2006).